# 蔣洽
蔣洽（1475年—？），字惟和，號虹洲，直隸常州府武進縣人，民籍，明朝政治人物。

## 生平
正德五年（1510年）庚午科應天府鄉試第八十九名舉人。正德六年（1511年）中式辛未科會試第三百四十二名，登第二甲第三十三名進士。

## 家族
曾祖蔣迪；祖父蔣恂；父蔣耘。嫡母潘氏；生母賀氏。慈侍下。兄蔣源。